# أندريس ريكالدي
أندريس ريكالدي (بالإسبانية: Andrés Recalde)‏ (5 يونيو 1904 – 17 يناير 1956) هو ملاكم أوروغواياني راحل، مثّل بلاده في الألعاب الأولمبية الصيفية 1924.

## روابط خارجية
أندريس ريكالدي على موقع أوليمبيديا (الإنجليزية)